# جوردن ريتشاردز (لاعب كرة طائرة)
جوردن ريتشاردز (بالإنجليزية: Jordan Richards)‏ (25 سبتمبر 1993 - ) هو لاعب كرة طائرة أسترالي.

## وصلات خارجية
- جوردن ريتشاردز على موقع الاتحاد الأوروبي (الإنجليزية)
- جوردن ريتشاردز على موقع الدوري الألماني للكرة الطائرة (الألمانية)
- جوردن ريتشاردز على موقع دوري الدرجة الأولى الإيطالي للكرة الطائرة - رجال (الإيطالية)